# NGC 4150
NGC 4150 is een lensvormig sterrenstelsel in het sterrenbeeld Hoofdhaar. Het hemelobject werd op 13 maart 1785 ontdekt door de Duits-Britse astronoom William Herschel.

## Synoniemen
- UGC 7165
- MCG 5-29-29
- ZWG 158.37
- IRAS 12080+3040
- PGC 38742